# Plavání na mistrovství Evropy v plaveckých sportech 1993
Závody v plavání na mistrovství Evropy v plaveckých sportech za rok 1993 proběhly v Sheffieldu, Spojené království ve dnech 30. července až 8. srpna 1993.

## Výsledky

### Individuální disciplíny
| Muži                 | Zlato                          | Zlato    | Stříbro                        | Stříbro  | Bronz                     | Bronz    |
| -------------------- | ------------------------------ | -------- | ------------------------------ | -------- | ------------------------- | -------- |
| 50 m volný způsob    | Alexandr Popov (RUS)           | 22,27    | Christophe Kalfayan (FRA)      | 22,39    | Raimundas Mažuolis (LTU)  | 22,44    |
| 100 m volný způsob   | Alexandr Popov (RUS)           | 49,15    | Tommy Werner (SWE)             | 49,71    | Pavlo Chnykin (UKR)       | 49,76    |
| 200 m volný způsob   | Antti Kasvio (FIN)             | 1:47,11  | Jevgenij Sadovyj (RUS)         | 1:47,25  | Anders Holmertz (SWE)     | 1:47,69  |
| 400 m volný způsob   | Antti Kasvio (FIN)             | 3:47,81  | Paul Palmer (GBR)              | 3:48,14  | Anders Holmertz (SWE)     | 3:48,98  |
| 1500 m volný způsob  | Jörg Hoffmann (GER)            | 15:13,31 | Sebastian Wiese (GER)          | 15:14,76 | Igor Majcen (SLO)         | 15:15,05 |
| 100 m znak           | Martín López-Zubero (ESP)      | 55,03    | Vladimir Selkov (RUS)          | 55,58    | Martin Harris (GBR)       | 55,75    |
| 200 m znak           | Vladimir Selkov (RUS)          | 1:58,09  | Martín López-Zubero (ESP)      | 1:58,51  | Emanuele Merisi (ITA)     | 1:59,57  |
| 100 m motýlek        | Rafał Szukała (POL)            | 53,41    | Denis Pankratov (RUS)          | 53,43    | Miloš Milošević (CRO)     | 53,65    |
| 200 m motýlek        | Denis Pankratov (RUS)          | 1:56,25  | Franck Esposito (FRA)          | 1:58,66  | Chris-Carol Bremer (GER)  | 2:00,33  |
| 100 m prsa           | Károly Güttler (HUN)           | 1:01,04  | Nicholas Gillingham (GBR)      | 1:02,02  | Vitalij Kirinčuk (RUS)    | 1:02,48  |
| 200 m prsa           | Nicholas Gillingham (GBR)      | 2:12,49  | Károly Güttler (HUN)           | 2:13,26  | Andrej Kornějev (RUS)     | 2:14,20  |
| 200 m polohový závod | Jani Sievinen (FIN)            | 1:59,50  | Attila Czene (HUN)             | 2:00,70  | Christian Keller (GER)    | 2:01,18  |
| 400 m polohový závod | Tamás Darnyi (HUN)             | 4:15,24  | Jani Sievinen (FIN)            | 4:15,51  | Marcel Wouda (NED)        | 4:17,90  |
| Ženy                 | Zlato                          | Zlato    | Stříbro                        | Stříbro  | Bronz                     | Bronz    |
| 50 m volný způsob    | Franziska van Almsicková (GER) | 25,53    | Linda Olofssonová (SWE)        | 25,67    | Inge de Bruijnová (NED)   | 25,86    |
| 100 m volný způsob   | Franziska van Almsicková (GER) | 54,57    | Martina Moravcová (SVK)        | 55,97    | Catherine Plewinská (FRA) | 56,09    |
| 200 m volný způsob   | Franziska van Almsicková (GER) | 1:57,97  | Luminița Dobrescuová (ROU)     | 2:00,39  | Karen Pickeringová (GBR)  | 2:01,15  |
| 400 m volný způsob   | Dagmar Haseová (GER)           | 4:10,47  | Kerstin Kielgaßová (GER)       | 4:12,18  | Irene Dalbyová (NOR)      | 4:12,51  |
| 800 m volný způsob   | Jana Henkeová (GER)            | 8:32,47  | Irene Dalbyová (NOR)           | 8:33,77  | Olga Šplíchalová (CZE)    | 8:36,59  |
| 100 m znak           | Krisztina Egerszegiová (HUN)   | 1:00,83  | Nina Živaněvská (RUS)          | 1:01,16  | Sandra Völkerová (GER)    | 1:01,89  |
| 200 m znak           | Krisztina Egerszegiová (HUN)   | 2:09,12  | Lorenza Vigaraniová (ITA)      | 2:11,94  | Nina Živaněvská (RUS)     | 2:12,14  |
| 100 m motýlek        | Catherine Plewinská (FRA)      | 1:00,13  | Franziska van Almsicková (GER) | 1:00,94  | Bettina Ustrowská (GER)   | 1:01,06  |
| 200 m motýlek        | Krisztina Egerszegiová (HUN)   | 2:10,71  | Katrin Jäkeová (GER)           | 2:13,07  | Bárbara Francová (ESP)    | 2:13,39  |
| 100 m prsa           | Sylvia Geraschová (GER)        | 1:10,05  | Svitlana Bondarenková (UKR)    | 1:10,29  | Alena Rudkovská (BLR)     | 1:10,52  |
| 200 m prsa           | Brigitte Becueová (BEL)        | 2:31,18  | Anna Nikitinová (RUS)          | 2:32,15  | Marie Hardimanová (GBR)   | 2:32,48  |
| 200 m polohový závod | Daniela Hungerová (GER)        | 2:15,33  | Darja Šmeljovová (RUS)         | 2:16,90  | Silvia Pareraová (ESP)    | 2:17,06  |
| 400 m polohový závod | Krisztina Egerszegiová (HUN)   | 4:39,55  | Darja Šmeljovová (RUS)         | 4:44,91  | Hana Černá (CZE)          | 4:46,37  |

### Štafety
| Muži                   | Zlato | Zlato   | Stříbro | Stříbro | Bronz | Bronz   |
| ---------------------- | --- | ------- | --- | ------- | --- | ------- |
| 4×100 m volný způsob   | Rusko (RUS) (Vladimir Predkin, Vlad Pyšnenko, Jevgenij Sadovyj, Alexandr Popov)                                                                                      | 3:18,80 | Švédsko (SWE) (Fredrik Letzler, Tommy Werner, Lars Frölander, Anders Holmertz)                                                          | 3:19,33 | Německo (GER) (Christian Tröger, Dirk Bludau, Steffen Zesner, Bengt Zikarsky)                                                    | 3:20,13 |
| 4×200 m volný způsob   | Rusko (RUS) (Dmitrij Lepikov, Vlad Pyšnenko, Jurij Muchin, Jevgenij Sadovyj)                                                                                         | 7:15,84 | Německo (GER) (Jörg Hoffmann, Christian Tröger, Christian Keller, Steffen Zesner)                                                       | 7:18,53 | Francie (FRA) (Christophe Marchand, Yann de Fabrique, Lionel Poirot, Christophe Bordeau)                                         | 7:19,86 |
| 4×100 m polohový závod | Rusko (RUS) (Vladimir Selkov, Vitalij Kirinčuk, Denis Pankratov, Alexandr Popov, (r)Vladimir Šemetov, (r)Andrej Kornějev, (r)Vladislav Kulikov, (r)Vladimir Predkin) | 3:38,90 | Maďarsko (HUN) (Tamás Deutsch, Károly Güttler, Péter Horváth, Béla Szabados)                                                            | 3:40,97 | Spojené království (GBR) (Martin Harris, Nick Gillingham, Mike Fibbens, Mark Foster, (r)Alan Rapley)                             | 3:41,66 |
| Ženy                   | Zlato | Zlato   | Stříbro | Stříbro | Bronz | Bronz   |
| 4×100 m volný způsob   | Německo (GER) (Franziska van Almsicková, Manuela Stellmachová, Kerstin Kielgaßová, Daniela Hungerová, (r)Jutta Rennerová)                                            | 3:41,69 | Švédsko (SWE) (Ellenor Svenssonová, Linda Olofssonová, Louise Jöhnckeová, Malin Nilssonová, (r)Louise Karlssonová, (r)Suzanne Löövová)  | 3:45,33 | Rusko (RUS) (Svetlana Lešukovová, Natalija Meščerjakovová, Olga Kyryčenková, Nina Živaněvská, (r)Jelena Šubinová)                | 3:45,37 |
| 4×200 m volný způsob   | Německo (GER) (Kerstin Kielgaßová, Simone Osygusová, Franziska van Almsicková, Dagmar Haseová, (r)Manuela Stellmachová, (r)Jutta Rennerová)                          | 8:03,12 | Švédsko (SWE) (Louise Jöhnckeová, Magdalena Schultzová, Therèse Lundinová, Malin Nilssonová, (r)Annika Rasmussonová)                    | 8:08,82 | Spojené království (GBR) (Sarah Hardcastleová, Deborah Armitageová, Claire Huddartová, Karen Pickeringová, (r)Joanne Deakinsová) | 8:11,11 |
| 4×100 m polohový závod | Německo (GER) (Sandra Völkerová, Sylvia Geraschová, Bettina Ustrowská, Franziska van Almsicková, (r)Kerstin Kielgaßová)                                              | 4:06,91 | Rusko (RUS) (Nina Živaněvská, Anna Nikitinová, Olga Kyryčenková, Natalija Meščerjakovová, (r)Jelena Makarovová, (r)Svetlana Lešukovová) | 4:10,09 | Spojené království (GBR) (Katherine Osherová, Jaime Kingová, Nicola Goodwinová, Karen Pickeringová)                              | 4:12,18 |

## Medailová bilance
V plavání se rozdělilo celkem 32 sad medailí.
| Pořadí | Stát                     |       | Muži    | Muži  | Muži  |         | Ženy  | Ženy  | Ženy    |       | Muži + Ženy | Muži + Ženy | Muži + Ženy | Celkem |
| Pořadí | Stát                     | Zlato | Stříbro | Bronz | Zlato | Stříbro | Bronz | Zlato | Stříbro | Bronz |             |             |             | Celkem |
| ------ | ------------------------ | ----- | ------- | ----- | ----- | ------- | ----- | ----- | ------- | ----- | ----------- | ----------- | ----------- | ------ |
| 1.     | Německo (GER)            |       | 1       | 2     | 3     |         | 10    | 3     | 2       |       | 11          | 5           | 5           | 21     |
| 2.     | Rusko (RUS)              |       | 7       | 3     | 2     |         | 0     | 5     | 2       |       | 7           | 8           | 4           | 19     |
| 3.     | Maďarsko (HUN)           |       | 2       | 3     | 0     |         | 4     | 0     | 0       |       | 6           | 3           | 0           | 9      |
| 4.     | Finsko (FIN)             |       | 3       | 1     | 0     |         | 0     | 0     | 0       |       | 3           | 1           | 0           | 4      |
| 5.     | Spojené království (GBR) |       | 1       | 2     | 2     |         | 0     | 0     | 4       |       | 1           | 2           | 6           | 9      |
| 6.     | Francie (FRA)            |       | 0       | 2     | 1     |         | 1     | 0     | 1       |       | 1           | 2           | 2           | 5      |
| 7.     | Španělsko (ESP)          |       | 1       | 1     | 0     |         | 0     | 0     | 2       |       | 1           | 1           | 2           | 4      |
| 8.     | Polsko (POL)             |       | 1       | 0     | 0     |         | 0     | 0     | 0       |       | 1           | 0           | 0           | 1      |
| 8.     | Belgie (BEL)             |       | 0       | 0     | 0     |         | 1     | 0     | 0       |       | 1           | 0           | 0           | 1      |
| 10.    | Švédsko (SWE)            |       | 0       | 2     | 2     |         | 0     | 3     | 0       |       | 0           | 5           | 2           | 7      |
| 11.    | Norsko (NOR)             |       | 0       | 0     | 0     |         | 0     | 1     | 1       |       | 0           | 1           | 1           | 2      |
| 11.    | Itálie (ITA)             |       | 0       | 0     | 1     |         | 0     | 1     | 0       |       | 0           | 1           | 1           | 2      |
| 11.    | Ukrajina (UKR)           |       | 0       | 0     | 1     |         | 0     | 1     | 0       |       | 0           | 1           | 1           | 2      |
| 14.    | Rumunsko (ROU)           |       | 0       | 0     | 0     |         | 0     | 1     | 0       |       | 0           | 1           | 0           | 1      |
| 14.    | Slovensko (SVK)          |       | 0       | 0     | 0     |         | 0     | 1     | 0       |       | 0           | 1           | 0           | 1      |
| 16.    | Nizozemsko (NED)         |       | 0       | 0     | 1     |         | 0     | 0     | 1       |       | 0           | 0           | 2           | 2      |
| 16.    | Česko (CZE)              |       | 0       | 0     | 0     |         | 0     | 0     | 2       |       | 0           | 0           | 2           | 2      |
| 18.    | Bělorusko (BLR)          |       | 0       | 0     | 0     |         | 0     | 0     | 1       |       | 0           | 0           | 1           | 1      |
| 18.    | Slovinsko (SLO)          |       | 0       | 0     | 1     |         | 0     | 0     | 0       |       | 0           | 0           | 1           | 1      |
| 18.    | Chorvatsko (CRO)         |       | 0       | 0     | 1     |         | 0     | 0     | 0       |       | 0           | 0           | 1           | 1      |
| 18.    | Litva (LTU)              |       | 0       | 0     | 1     |         | 0     | 0     | 0       |       | 0           | 0           | 1           | 1      |
| Celkem | Celkem                   |       | 16      | 16    | 16    |         | 16    | 16    | 16      |       | 32          | 32          | 32          | 96     |